# Куча сьомга
Кучата сьомга (Oncorhynchus keta) е вид лъчеперка от семейство Пъстървови (Salmonidae). Обикновено мигрира, като хвърля хайвера си в сладководни басейни, а след известно време малките се преместват в океана.

## Разпространение
Разпространена е в северната част на Тихия океан, във водните басейни на Корея, Япония и Русия. Може да се открие в Охотско море и Берингово море, (Камчатка, Чукотка, Курили, Сахалин, Хабаровски край, Приморски край), както и по бреговете на Северна Америка от Аляска до Орегон.